# Travemunde Open 1982
Il Travemunde Open 1982 è stato un torneo di tennis facente parte della categoria ATP Challenger Series nell'ambito dell'ATP Challenger Series 1982. Il torneo si è giocato a Travemünde in Germania dal 29 giugno al 4 luglio 1982 su campi in terra rossa.

## Vincitori

### Singolare
Dominique Bedel ha battuto in finale  Wolfgang Popp con il punteggio di 6–4, 6–4

### Doppio
Wolfgang Popp /  Roland Stadler hanno battuto in finale  Brad Guan /  Warren Maher con il punteggio di 6–4, 6–2